# Outremont
Outremont was een gemeente in de Canadese provincie Québec, en is sinds 2002 een arrondissement van de stad Montréal. De naam geeft aan dat Outremont aan "de andere kant" van de heuvel Mont Royal is gelegen, gezien vanaf het centrum van Montréal.
Outremont werd een onafhankelijke gemeente in de 19e eeuw, onder de naam Côte Sainte-Catherine. In 1875 werd de naam veranderd in Outremont. De van oorsprong rurale gemeente Outremont kreeg vanaf 1887 een meer stedelijk karakter, door de gestage uitbreiding van de buitenwijken van Montréal. Gedurende het begin van de 20e eeuw vond een ware stedelijke explosie plaats; in 30 jaar werden 2500 nieuwe gebouwen neergezet. Vele daarvan waren blokken met tientallen appartementen. In het begin van de jaren 1940 was de bevolking gegroeid tot 30,000 personen. In 2008 woonden er 23.437 personen. Begin 21e eeuw wordt Outremont beschouwd als een chic stadsdeel. Sinds 1 januari 2002 is Outremont een arrondissement (stadsdeel) van de stad Montréal. De Universiteit van Montréal is deels gelegen in Outremont. De universiteit en een deel van de huizen van Outremont zijn gebouwd op de flanken van de Mont Royal.

## Bron
- Dit artikel of een eerdere versie ervan is een (gedeeltelijke) vertaling van het artikel Outremont op de Franstalige Wikipedia, dat onder de licentie Creative Commons Naamsvermelding/Gelijk delen valt. Zie de bewerkingsgeschiedenis aldaar.